# Gredisans
Gredisans [ɡʁədizɑ̃] ist eine französische Gemeinde mit 131 Einwohnern (Stand 1. Januar 2022) im Département Jura in der Region Bourgogne-Franche-Comté. Sie gehört zum Arrondissement Dole und zum Kanton Authume.

## Geografie
Gredisans liegt rund zehn Kilometer nördlich von Dole und grenzt im Norden an Moissey, im Osten und im Süden an Archelange, im Südwesten an Jouhe (Berührungspunkt) und im Westen an Menotey.

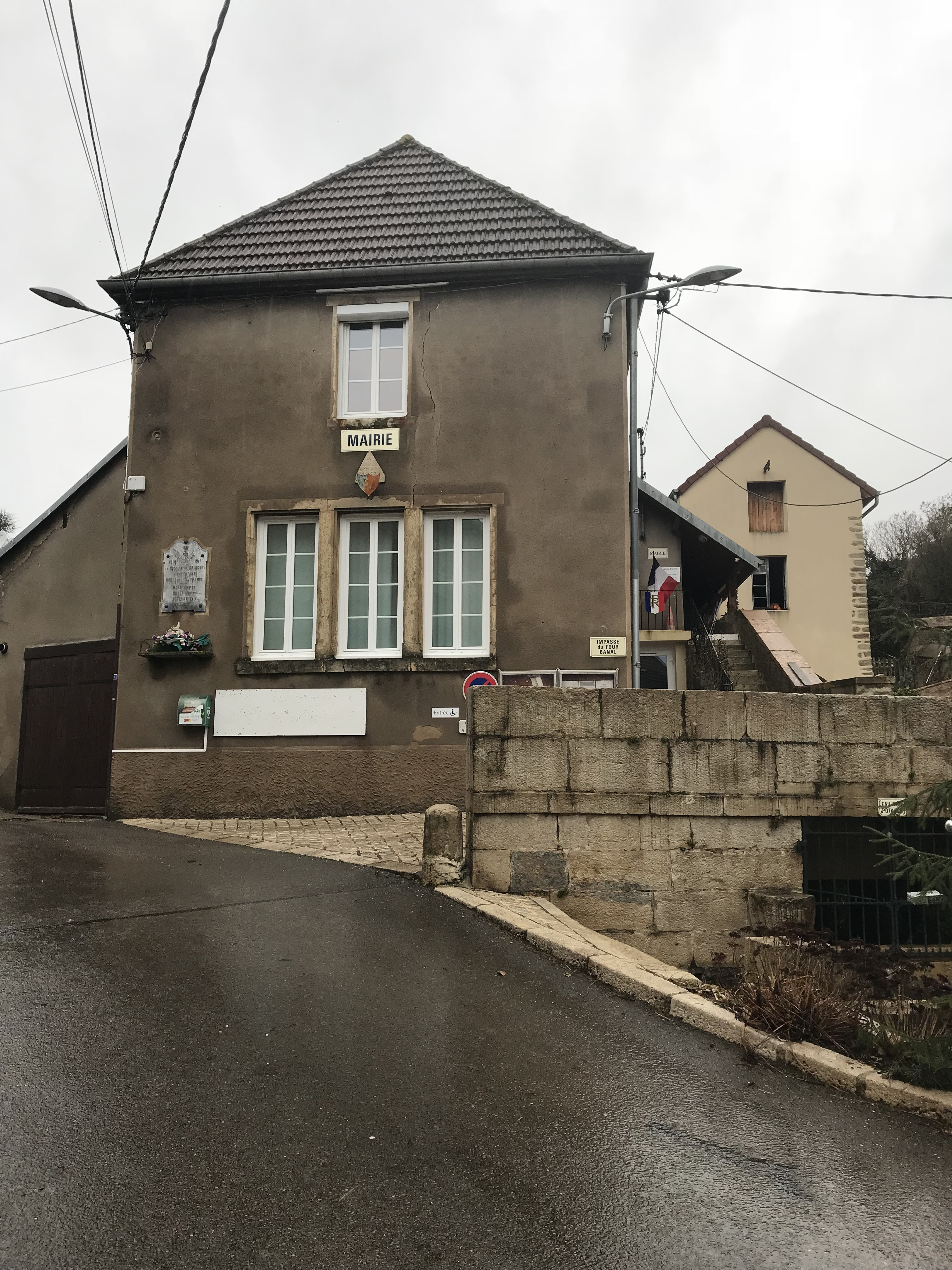
Mairie (Rathaus)

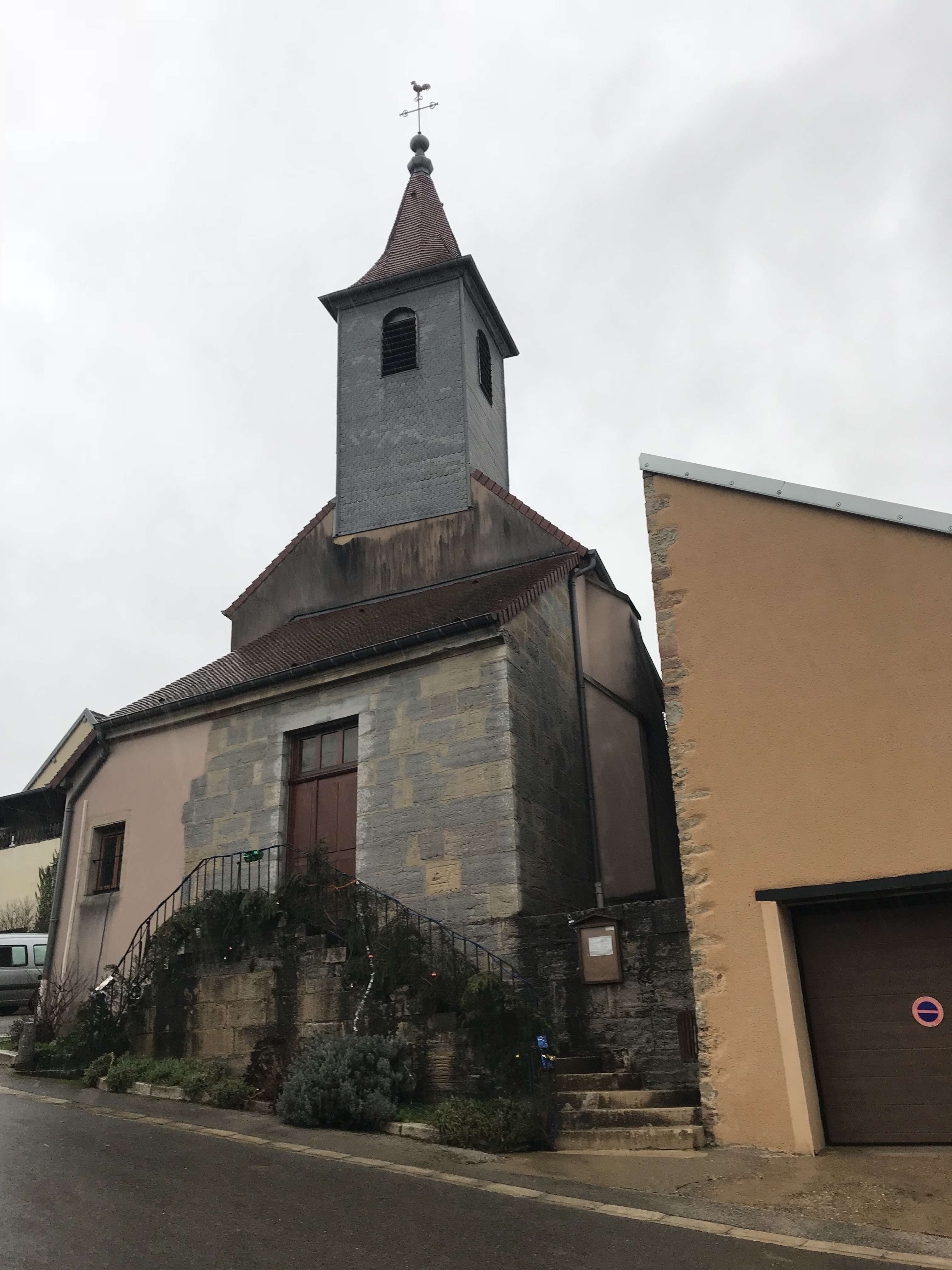
Kirche Église de l’Immaculée-Conception

## Bevölkerungsentwicklung
| Jahr                       | 1962 | 1968 | 1975 | 1982 | 1990 | 1999 | 2008 | 2017 |
| -------------------------- | ---- | ---- | ---- | ---- | ---- | ---- | ---- | ---- |
| Einwohner                  | 77   | 83   | 106  | 105  | 134  | 136  | 146  | 136  |
| Quellen: Cassini und INSEE |      |      |      |      |      |      |      |      |